# Вітослав (Великопольське воєводство)
Вітослав (пол. Witosław, нім. Boberfeld) — село в Польщі, у гміні Осечна Лещинського повіту Великопольського воєводства.
Населення — 88 осіб (2011).
У 1975-1998 роках село належало до Лешненського воєводства.

## Демографія
Демографічна структура станом на 31 березня 2011 року:
|          | Загалом | Допрацездатний вік | Працездатний вік | Постпрацездатний вік |
| -------- | ------- | ------------------ | ---------------- | -------------------- |
| Чоловіки | 44      | 7                  | 31               | 6                    |
| Жінки    | 44      | 8                  | 31               | 5                    |
| Разом    | 88      | 15                 | 62               | 11                   |